# Naim Qassem
Naim Qassem (àrab: نعيم قاسم, Naʿīm Qāsim; Kfar Fila, 1953) és un clergue i polític xiïta libanès, secretari general d'Hezbol·là.

## Biografia
Qassem va néixer en una família xiïta a Kfar Fila el 1953. Va estudiar teologia i el seu mestre va ser l'aiatol·là Mohammad Hussein Fadlallah. També va rebre una llicenciatura en química per la Universitat Libanesa.
Qassem va ser un dels fundadors del sindicat d'estudiants musulmans libanesos que es va crear a la dècada de 1970. Es va unir al moviment Amal quan estava encapçalat per l'imam Musa Sadr. Qassem va ser el cap de l'associació d'educació religiosa islàmica de 1974 a 1988. També va ser l'assessor de les escoles al-Mustafa. Llavors Qassem va participar en les activitats de fundació d'Hezbol·là i va esdevenir-ne el secretari general adjunt d'Hezbol·là el 1992.
Quan Mustafà Badreddine va substituir Imad Mughniyah com a cap de les activitats militars d'Hezbol·là el 2009, Qassem no el va recolzar, i va afavorir el seu parent Samir Shehade.
Qassem va publicar un llibre el 2006 titulat en anglès Hezbol·là: The Story from Within. L'1 d'agost de 2011, Qassem va assistir a una cerimònia per a la vuitena edició del seu llibre, on va declarar «ens han ofert milers de milions de dòlars per reconstruir el desfavorit sud del Líban a canvi de lliurar les nostres armes i aturar la feina de la resistència, però els vam dir que no necessitem [els seus diners] i que la resistència continuarà independentment de les conseqüències».
El 26 de novembre de 2024 es va acordar un alto-el-foc negociat per l'enviat nord-americà Amos Hochstein, en condicions favorables a Israel amb ànim d'implantar la Resolució 1701 del Consell de Seguretat de les Nacions Unides després de la mort dels principals comandants de Hezbol·là i més de 3.000 persones i un milió de desplaçats, donant temps per a la retirada israeliana fins a final de gener de 2025, que posteriorment es va allargar fins al 28 de febrer per fer efectiva la retirada, però l'exèrcit israelià va romandre en cinc turons estratègics fins la implementació completa de l'acord per l'exèrcit libanès. El 29 d'octubre de 2024 fou escollit secretari general d'Hezbol·là en substitució d'Hashem Safieddine, mort durant la Invasió israeliana del Líban el 3 d'octubre de 2024 en un atac aeri contra el quarter general d'intel·ligència de Hezbol·là en un búnquer subterrani a Dahieh quan assistia a una reunió amb alts membres de Hezbollah i Esmail Qaani, comandant de la Força Quds.
El 7 d'agost de 2025 el gabinet libanès de Nawaf Salam va aprovar els objectius de la proposta dels Estats Units de desarmar Hezbol·là a finals d'any, juntament amb la fi de les operacions militars d'Israel al país, sense establir terminis específics, tot i la negativa de l'organització, expressada pel seu líder Naim Qassem.